# Bahnhof Glasgow Queen Street

Der Bahnhof Glasgow Queen Street ist der kleinere der beiden Hauptbahnhöfe Glasgows. Nach Glasgow Central und Edinburgh Waverley ist er der am drittstärksten frequentierte Bahnhof Schottlands. Er besteht aus zwei Teilen, dem oberirdischen Kopfbahnhof und einem unterirdischen Durchgangsbahnhof. Über einen Fußgängertunnel ist er mit der Station Buchanan Street der Glasgow Subway verbunden.

## Geschichte und Beschreibung

### Kopfbahnhof
Der oberirdische Kopfbahnhof trägt zur Unterscheidung vom unterirdischen Durchgangsbahnhof die Bezeichnung Queen Street High Level.
Der am 18. Februar 1842 eröffnete Bahnhof wurde ursprünglich für die Edinburgh and Glasgow Railway gebaut, später kam er zur North British Railway. Problematisch war die Steigung zum Stadtteil Cowlairs, die am Ostkopf des Bahnhofs beginnt und im 914 Meter langen Queen Street Tunnel liegt. Die bergwärts fahrenden Züge wurden von Kabeln gezogen, die von einer stationären Winde bewegt wurden. Talwärts fahrenden Zügen wurden spezielle Bremswagen vorangestellt. 1908 wurde der Seilbetrieb mit stationärer Dampfmaschine beendet und durch den Einsatz von Schiebelokomotiven ersetzt. Mit der Ablösung der Dampflokomotiven durch Dieselfahrzeuge wurde der Schiebebetrieb weitgehend verzichtbar und konnte eingestellt werden.
Anfang der 1960er Jahre wurde der Bahnhof modernisiert. Er weist sieben Gleise auf. Seit November 2017 ist der Bahnhof elektrifiziert, elektrische Züge bedienen seit dem Fahrplanwechsel im Dezember 2017 die Verbindung zwischen Queen Street und dem Bahnhof Edinburgh Waverley über Falkirk.

### Durchgangsbahnhof
Der Durchgangsbahnhof Queen Street Low Level ist unterirdisch in einem Winkel von 90° zum oberirdischen Bahnhof unter dessen Südkopf angelegt. Er liegt an der North Clyde Line, der nördlichen der beiden unterirdischen West-Ost-Durchmesserlinien der Stadt, von denen die südliche (Argyle Line) zum Bahnhof Glasgow Central führt.
Der Bahnhofsteil Queen Street Low Level wurde 1886 in Betrieb genommen. Er war ursprünglich viergleisig mit zwei Seitenbahnsteigen und einem Mittelbahnsteig. Im Zuge der Elektrifizierung der Strecke von 1960 wurde er auf zwei Seitenbahnsteige an zwei Gleisen rückgebaut.

## Verkehr
Im oberirdischen Kopfbahnhof Queen Street High Level verkehren Züge nach Edinburgh sowie zum Norden des Central Belt. Auch alle Fernzüge in Richtung Nordschottland beginnen dort, wohingegen Glasgow Central den Fernverkehr nach Südschottland und England abwickelt. Als einzige Bahngesellschaft fährt ScotRail den Bahnhof an.
Vom Low Level fahren Nahverkehrszüge zum Firth of Clyde im Westen und bis Springburn und Edinburgh in östlicher Richtung. Seit September 2014 hält auch der Caledonian Sleeper London King's Cross–Fort William in Queen Street Low Level, allerdings nur zum Einsteigen, um eine weitere Direktverbindung Glasgow Queen Street–Fort William zu schaffen.

## Ausblick
Eine Verbindung zwischen Glasgow Central und Glasgow Queen Street wird seit einiger Zeit diskutiert, jedoch liegen deren oberirdische Bahnhöfe einander schräg gegenüber. Die jeweils unterirdischen Zufahrten zu den beiden Durchgangsstationen verlaufen parallel zueinander.
Der Tiefbahnhof wird ein wichtiger Bestandteil des Projektes Glasgow Crossrail werden, so dass auch Züge von Südschottland aus in den Bahnhof einfahren können.

## Sonstiges
Von 1849 bis 1966 existierte parallel zur Queen Street Station die Buchanan Street Station der Konkurrenzgesellschaft Caledonian Railway Company (ab 1923: London, Midland and Scottish Railway). Danach wurden alle Züge von Buchanan Street, namentlich der Fernverkehr nach Perth, Stirling und Aberdeen in Nordschottland, nach Queen Street verlagert. Die Bahnhöfe Queen Street und Buchanan Street sollten einem projektierten neuen Bahnhof weichen, der jedoch nicht realisiert wurde.

## Galerie

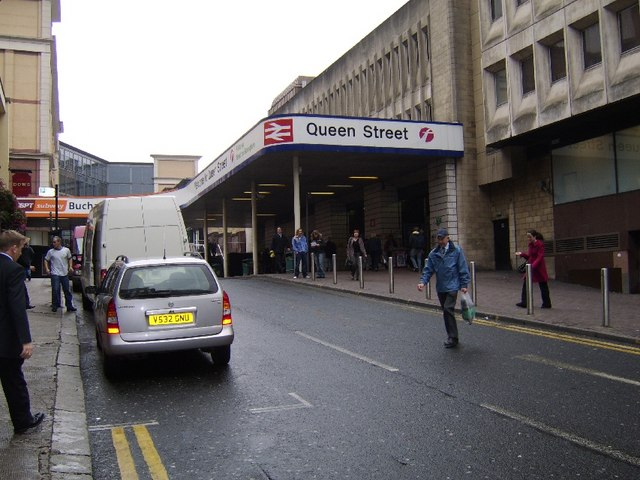
Zugangsbauwerk im Jahr 2007
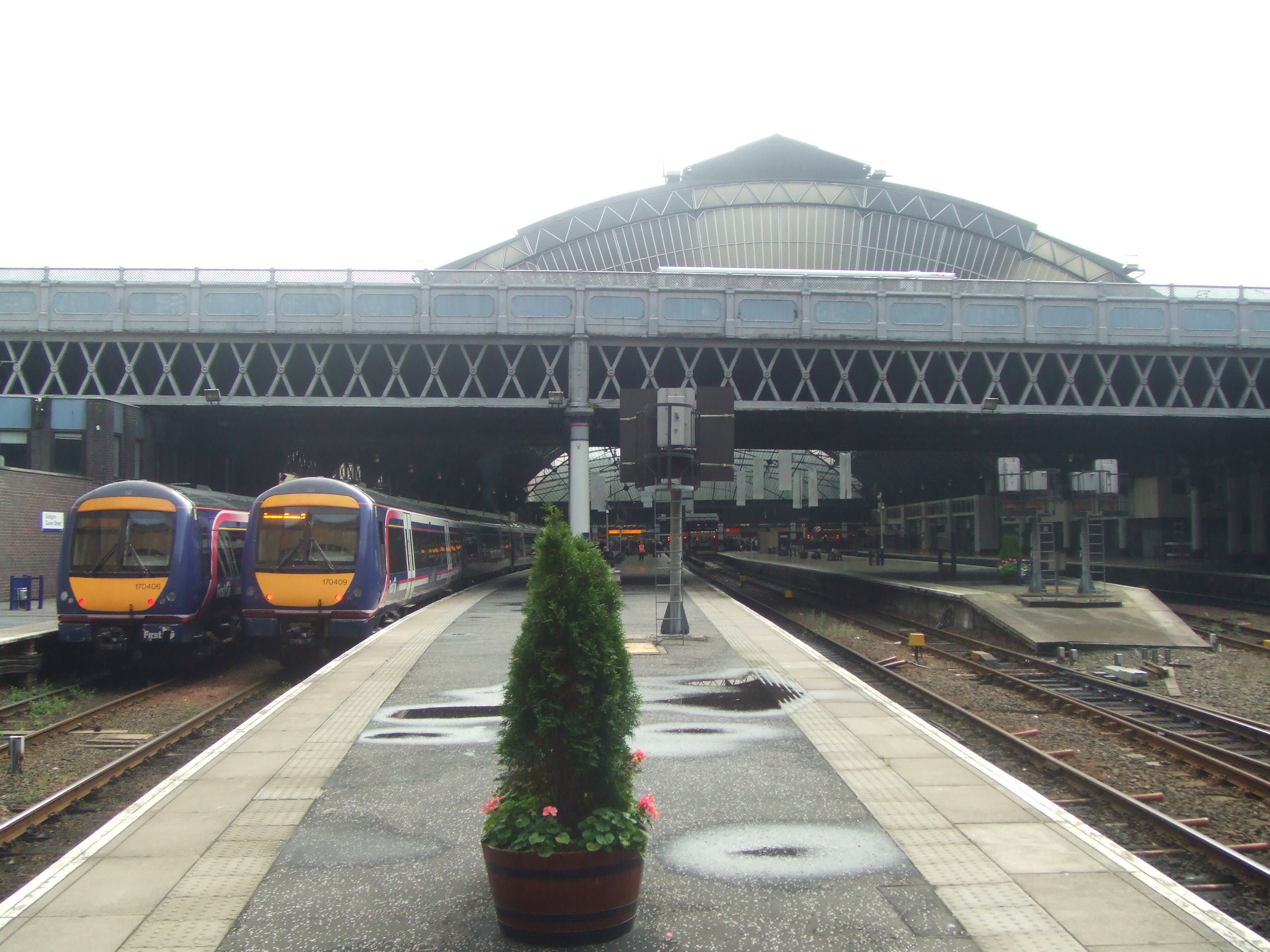
Bahnhofshalle mit vorgelagerter Straßenbrücke, 2007
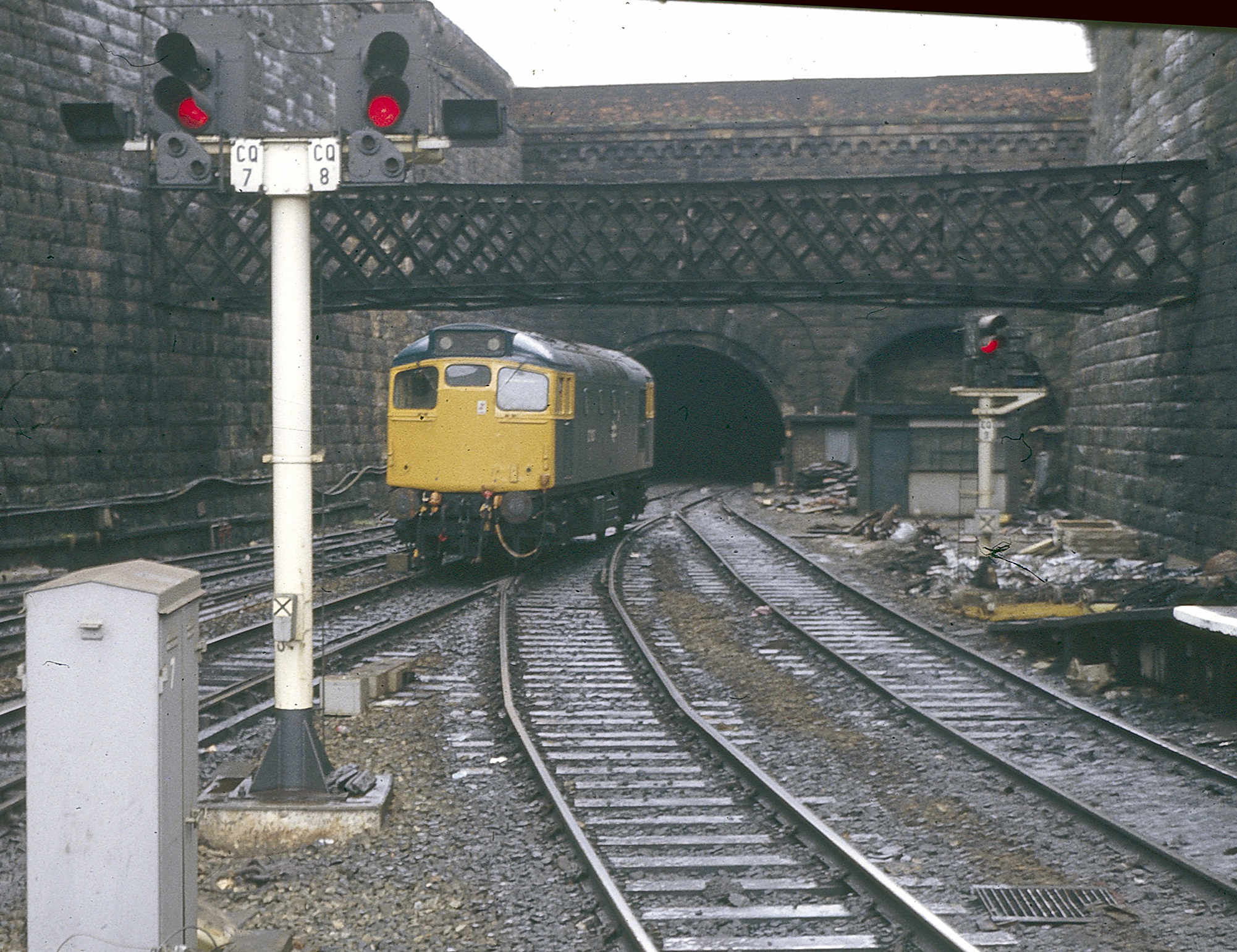
Nördlicher Bahnhofskopf und Tunnelmund mit Diesellok der Baureihe 27, 1982
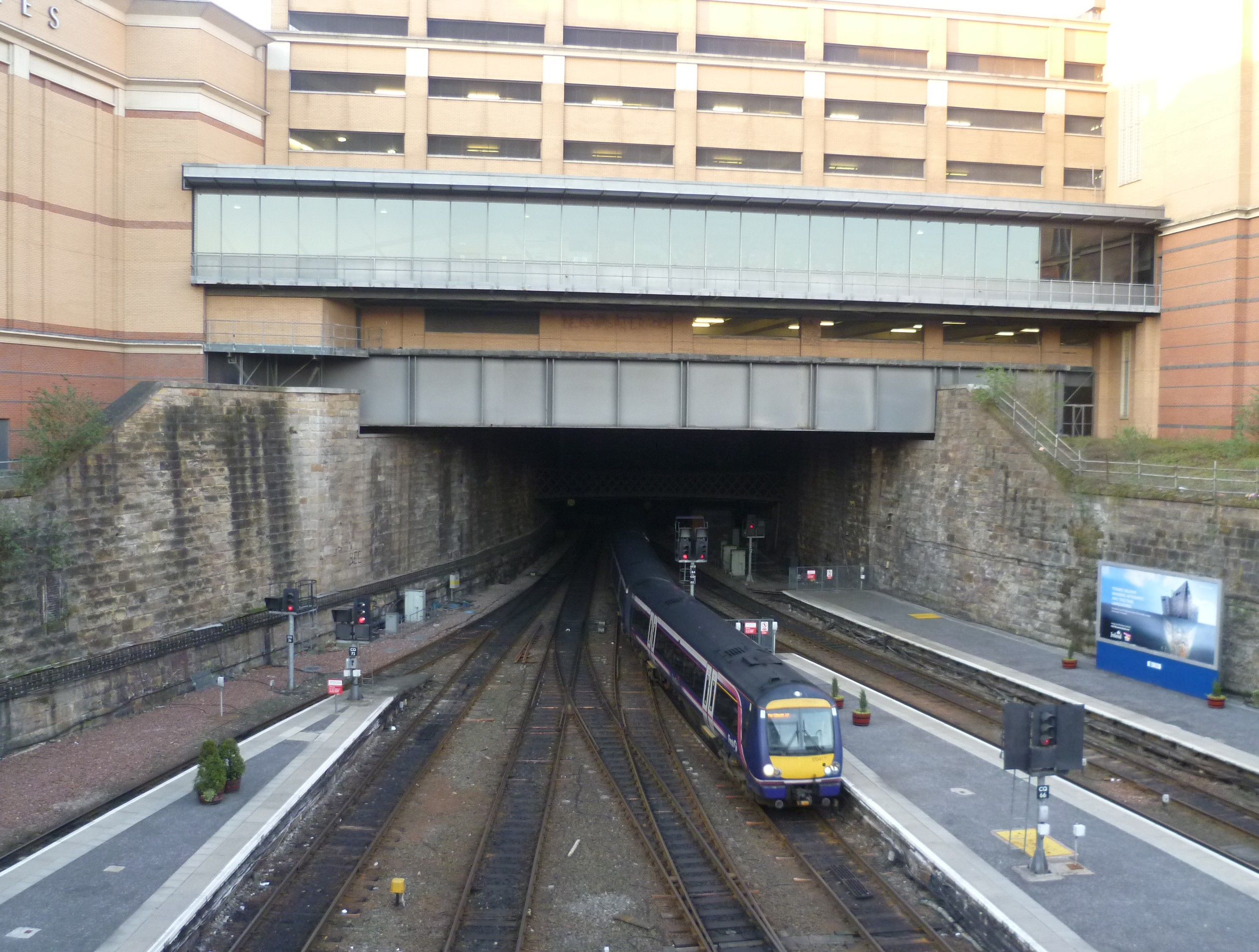
Aus dem Queen Street Tunnel einfahrender Zug, 2012
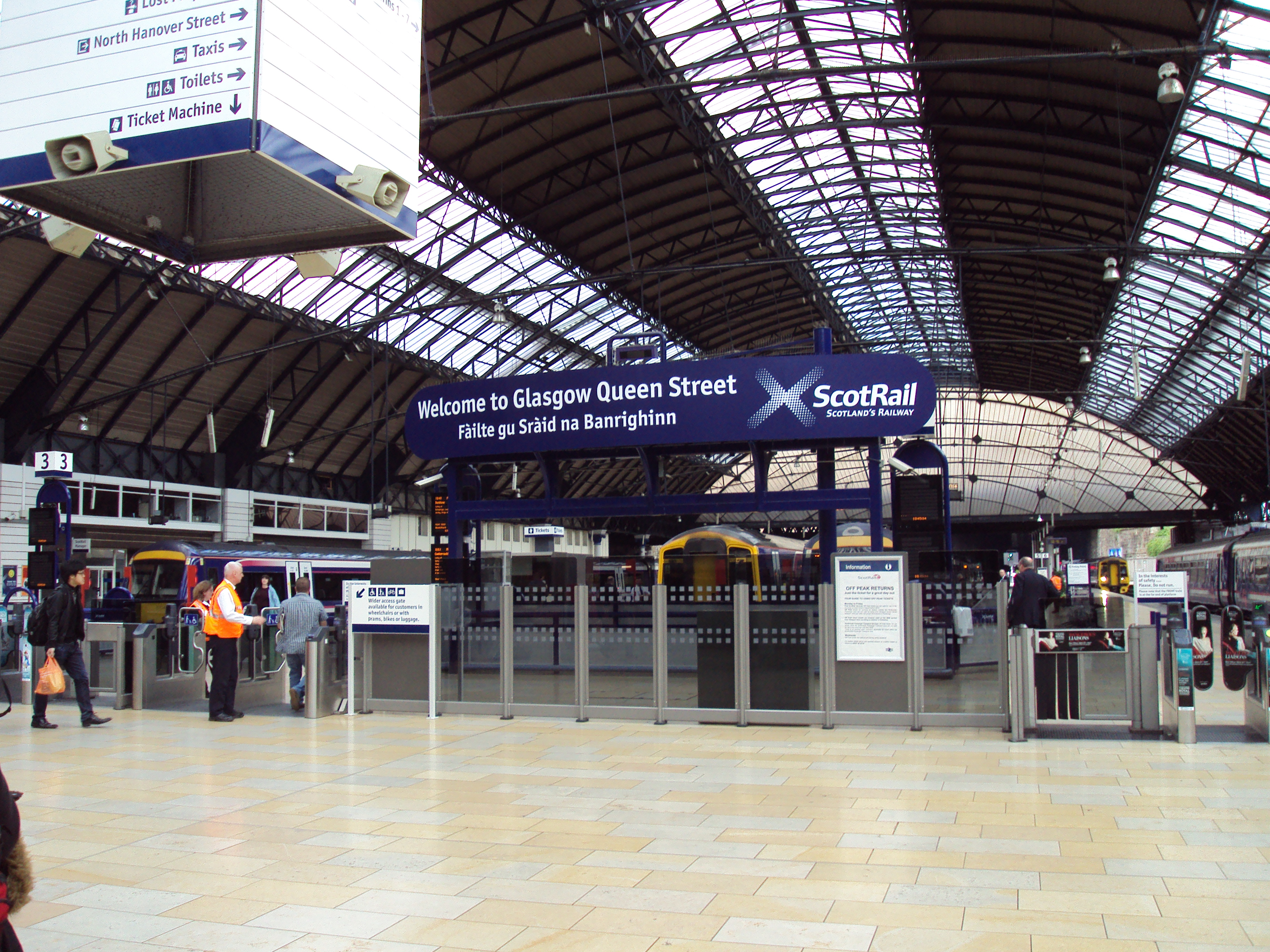
Eingangshalle des Bahnhofs
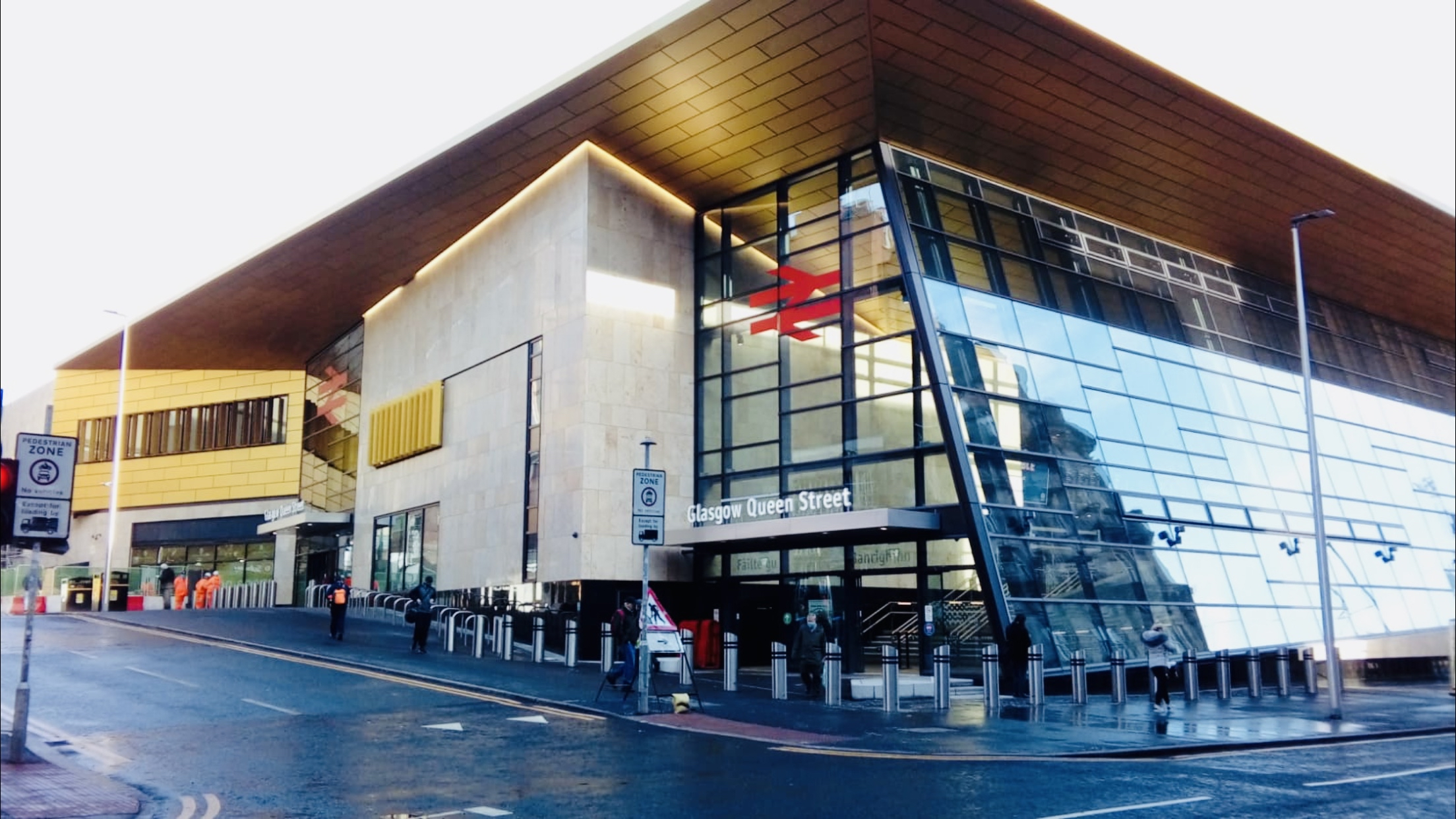
Neues Zugangsgebäude, 2019